# Клерамбо, Гаэтан Гасьян де
Гаэта́н Анри́ Альфре́д Эдуа́р Лео́н Мари́ Гасья́н де Клерамбо́ (фр. Gaëtan Henri Alfred Eduouard Léon Marie Gatian de Clérambault; 2 июля 1872, Бурж — 17 ноября 1934, Малакофф) — французский психиатр, доктор медицины, один из исследователей психического автоматизма. Впервые описал эротический бред.

## Биография
Гаэтан Гасьян де Клерамбо родился 2 июля 1872 года в Бу́рже, в религиозной аристократической семье. Был прямым потомком философа Р. Декарта и родственником поэта А. Рембо. Получил прекрасное образование, свободно владел пятью языками. Обучался в художественной школе, после чего, по настоянию отца, изучал юриспруденцию в Париже. Заинтересовавшись психиатрией, поступил на медицинский факультет. В 1899 году Клерамбо защитил диссертацию на степень доктора медицины.
С 1898 по 1902 г.г. Г. Г. де Клерамбо работал помощником врача в специализированной больнице для душевнобольных преступников префектуры полиции в Париже. С 1903 по 1904 г.г. Г. Г. де Клерамбо работал врачом в Вене, в 1905 году снова возвратился в специализированную больницу в Париже, работая под руководством Э. Дюпре.
В 1914 году, с началом Первой мировой войны, Г. Г. де Клерамбо был призван в армию на Германский фронт. В 1915 году получил ранение и был отправлен на восстановление в Марокко, после чего вновь отправляется на фронт. За участие в боевых действиях был награждён Орденом Почётного легиона и Военным крестом.
После окончания войны вновь работал врачом в специализированной больнице. В 1920 году, после ухода Э. Дюпре на пенсию, Г. Г. де Клерамбо становится главным врачом данного учреждения, оставаясь в этой должности до конца жизни.
Г. Г. де Клерамбо был одним из учителей Ж. Лакана. Под руководством Клерамбо Лакан проходил клиническую подготовку. Несмотря на сложные отношения, окончившиеся разрывом и отречением Клерамбо от Лакана, через 40 лет после этого Лакан назовёт Клерамбо своим единственным учителем.
Помимо психиатрических исследований, Г. Г. де Клерамбо был художником и профессиональным фотографом, оставив после себя большое количество фотографий, сделанных им во время пребывания в Марокко и службы в армии. Эти фотографии были позже помещены в Музее человека, а в 1990 году демонстрировались на выставке Центра Помпиду в Париже.
В последние годы своей жизни Г. Г. де Клерамбо страдал от сильных болей в позвоночнике, кроме того, возникли проблемы со зрением. После неудачной операции по удалению катаракты Клерамбо впал в депрессию с бредом вины. 17 ноября 1934 года покончил с собой, выстрелив в голову из винтовки.

## Научная деятельность

### Психический автоматизм
Г. Г. де Клерамбо был одним из исследователей психического автоматизма. Если русский психиатр В. Х. Кандинский первым полностью описал симптоматологию и провёл феноменологический анализ данного симптомокомплекса, то Клерамбо в своих статьях за период с 1909 по 1930 г.г. ввёл понятие и дал определение термину психический автоматизм, а также сформулировал его основные составляющие — идеаторный, сенсорный, моторный. Двойное название, синдром Кандинского — Клерамбо, появилось благодаря советскому психиатру А. Л. Эпштейну, который в 1927 году, выступая на заседании Ленинградского общества психиатров, обозначил равный вклад двух учёных в изучение проблемы психического автоматизма. П. А. Останков предложил добавить третью фамилию, К. Вернике, однако тройное название не прижилось.

### Эротический бред
В 1921 году Г. Г. де Клерамбо публикует работу «Les Psychoses Passionelles», в которой описал эротический бред (синонимы: Синдром Клерамбо, бред любовного очарования, эротомания Клерамбо). В данной работе Клерамбо предложил провести различие между параноидным бредом и бредом страсти. Последний отличается тем, что сопровождается возбуждением. Характерно также наличие представления о цели. «У всех больных этой категории (…) с момента возникновения заболевания есть точная цель, которая с самого начала приводит в действие волю. Это составляет отличительную черту данной болезни» — писал Клерамбо.
При эротическом бреде субъектом обычно является одинокая женщина, которая верит, что в неё влюблён человек из высших сфер. Предполагаемый поклонник обычно недоступен, так как он либо уже женат, либо занимает более высокое социальное положение, либо это известный эстрадный артист или общественный деятель. Согласно Клерамбо, охваченная безрассудной страстью женщина считает, что именно «объект» первым влюбился в неё, что он сильнее любит, чем она, или даже что любит только он. Она уверена, что специально избрана этим мужчиной из высших сфер и что не ею были сделаны первые шаги навстречу. Эта вера служит для неё источником удовлетворения и гордости. Она убеждена, что «объект» не может быть счастливым или полноценным человеком без неё. Нередко больная полагает, что «объект» не может открыть свои чувства по разным причинам, что он таится от неё, что ему трудно к ней подступиться, что он наладил непрямое общение с ней и вынужден вести себя парадоксальным и противоречивым образом. Женщина с эротическим бредом может очень сильно досаждать «объекту». Очень часто бред больной остается непоколебимым, и она придумывает объяснения для парадоксального поведения «объекта». Она может быть чрезвычайно упорной и невосприимчивой к реальности. У некоторых больных любовный бред перерастает в бред преследования. Они готовы оскорбить «объект» и публично обвиняют его. Это описано у Клерамбо как несколько фаз: надежда сменяется разочарованием, после негодованием и агрессией.
Весьма точное художественное описание синдрома Клерамбо можно найти в романе «Невыносимая любовь» И. Макьюэна.

### Закон Клерамбо
Закон Клерамбо (закон возраста, массивности и латентности) — это закономерность, согласно которой, чем моложе психически больной, чем массивнее воздействие этиологического фактора и чем короче латентный период, тем чаще возникающий психоз проявляется экзогенным типом реакций (делирий, аменция и др.); чем старше психически больной, чем длительнее латентный период заболевания и чем слабее воздействие этиологического фактора, тем проще по структуре возникающие психические расстройства, в наиболее легких случаях проявляющиеся аффективными и бредовыми нарушениями. То есть, исход психического расстройства тем тяжелее, чем в более раннем возрасте оно началось, и чем массивнее органическое повреждение головного мозга, с которым оно связано.

## Интересные факты
В. Х. Кандинский и Г. Г. де Клерамбо независимо друг от друга (Кандинский раньше, Клерамбо позже) описали синдром психического автоматизма. Интересно, что оба психиатра проанализировали и описали свои болезненные переживания. Они оба были больны, и болезнь в конце концов их обоих привела к самоубийству.

## Основные труды
- Clérambault G. G. Contribution à l'étude de l’othématome (pathogénie, anatomie pathologique et traitement), 1899.
- Clérambault G. G. L’Automatisme mental, 1992.
- Clérambault G. G. La fin d’une voyante, 1997.
- Clérambault G. G. Œuvres psychiatriques, 1998.
- Clérambault G. G. L'érotomanie, 2002.
- Clérambault G. G. Passion érotique des étoffes chez la femme, 2002.